# Dhat症候群
Dhat症候群（英語：Dhat syndrome，梵语：धातु दोष，IAST：Dhātu doṣa）又稱Dhat綜合症、永恆本質綜合症、泄精症，是一種存在於印度男性間的心理疾病，其中患者會有早洩及勃起功能障碍的抱怨，並相信他們尿內含有精液（前列腺精囊液的自然溢出，禁欲的一种生理性反应）。該病沒有任何已知的器質性病變。
印度教傳統上認為，精液是一種「重要的液體」。這種「重要液體」的流失，無論是通過性交或自慰，都與焦慮和煩躁不安的心情有明顯的關係。患者經常主訴尿液中含有白色的液體，並認為這會導致精液的流失。患者亦有與「過度自慰」相關的罪惡感。
這種心理是建基於印度教傳統信念：「一滴骨髓四十滴血，一滴精四十滴骨髓」。不少醫師認為该診斷術語用于描述與精液損耗和尿液變色相關的嚴重焦慮及疑病，和感到虛弱、疲勞的表現。亦認為Dhat症候群是一種與Prameha病（斯里蘭卡）、孟加拉症侯群（孟加拉）、腎虛（中國）相似的文化結合症候群。Dhat症候群可能與多種其他性高潮後疾病有關，比如性交後憂鬱、性高潮後病情綜合症、性交後頭痛。

## 症狀
年輕男性最經常受到這種病的影響，女性也有類似的症狀，不過她們會伴有白帶和陰道分泌物分泌過多的抱怨，該些分泌物也被認為是一種“重要的體液”。
早洩及陽痿是本症常見的症狀。患者亦常出現其他軀體症狀，比如乏力、易疲勞、心悸、失眠、情緒低落、內疚和焦慮等，男性有時會主訴他們的陰莖縮短了，但沒有客觀的證明。這些症狀通常與焦慮和煩躁的情緒相關

## 歷史
「Dhat」此一用語來自梵語Dhatu（धातु），根據《妙聞本集》（Sushruta Samhita，印度醫學家妙聞撰寫的醫典），其意思是“構成身體的萬能物質”。於1960年，印度醫生Narendra Wig創造了「Dhat症候群」這個術語，把其形容為一組含糊的心身症狀，包括疲勞、乏力、焦慮、食慾不振、內疚和性功能障礙，病人把其歸因於精液的損耗，當中精液会透過排尿、遺精或手淫的方式流出。根據文献，將精液視為某人身體重要組成部分的歷史可追溯到公元前1500年。在《揭羅迦集》（Charaka Samhita，印度醫學家揭羅迦撰寫的醫典）中，揭羅迦描述了一個名為「Shukrameha」的疾病，其特點在於患者的尿液中含有精液。其他地方亦存有跟Dhat症候群相似的疾病，如腎虛（中國）、Prameha病（斯里蘭卡）、Jiryan（東南亞）。ICD-10則把其分類為一種神经症（編號F48.8）及文化結合症候群（附件二），由「過分關注精液損耗的破壞性影響」所導致。

## 文化結合症候群
一些醫生認為Dhat症候群是呈現文化結合的臨床抑鬱症；軀體化的一組症狀或「患者誤解」西醫對他們的疾病説明的結果。

## 治療
認知行為療法是治療的主體，另外抗焦慮和抗抑鬱藥已被證明是對Dhat症候群有效的。

## 外部連結
- American Society of Andrology（页面存档备份，存于）
- British Andrology Society* International Society of Andrology（页面存档备份，存于）
- Andrology Australia（页面存档备份，存于）
- Jiryan / Jaryan in Urdu